# 本羽田
本羽田（日语：／ Hon-haneda */?）是東京都大田區的町。現行行政地名為本羽田一丁目至本羽田三丁目。人口有11,824人（2013年8月1日）。

## 概要
位於東京都大田區東南部。北部皆大田區萩中。東部與大田區羽田之間以東京都道、神奈川縣道6號東京大師橫濱線（產業道路）為界。南部與神奈川縣川崎市之間以多摩川為界。西部鄰大田區南六鄉。
本地多為「準工業地帶」，住宅、工廠混雜，近年因工廠關閉，陸續改建為集合住宅。

## 歷史
1932年（昭和7年），成立羽田本町。191964年（昭和39年）實施住居表示，萩中町一部分併入後更名為本羽田。

### 地名由來
本地原為羽田村的本村。

## 施設
- 城南職業能力開發中心大田校（舊東京都立大田技術專門校）
- 蒲田保育專門學校
- 蒲田女子高等學校
- 東京都立翼總合高等學校
- 大田區立出雲小學校
- 大田區立都南小學校
- 大田區立萩中小學校
- 大田區立出雲中學校
- Home Center KOHNAN（ホームセンターコーナン）本羽田萩中店
- Olympic本羽田店
- 大田區立本羽田公園
- 大田區立多摩川大師大橋綠地
- 海岸寺
- 長照寺
- 正藏院
- 自性院
- 羽田神社

## 交通
町內沒有鐵路車站，北方有京急空港線糀谷站與大鳥居站，西方有步行約15分鐘的京急本線雜色站，另可利用蒲田站與川崎站出發的巴士路線。

## 備註
1. ↑  .   [2013-08-26]. （原始内容存档于2014-02-18）.